# Signe de Lasègue
Pour les articles homonymes, voir Lasègue.

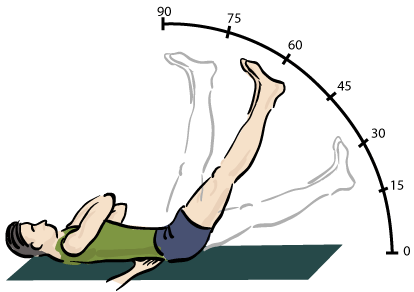
Signe de Lasègue

Le signe de Lasègue est un signe clinique qui désigne une douleur apparaissant entre la zone lombaire et le pied lorsque le membre inférieur du patient allongé est relevé tendu. C'est un des signes présents au cours d’une lombosciatique car il peut révéler une hernie discale au niveau des vertèbres lombaires L4-L5 ou L5-S1. Ce signe fut étudié par Ernest-Charles Lasègue (1816-1883) qui en donna une description en 1864, mais cette paternité est contestée et dans certains pays, notamment en Serbie, où l’on parle du « signe de Lazarević » en référence à Laza Lazarević qui proposa une manœuvre analogue en 1880. 
C'est un signe d'une grande sensibilité (proche de 100%) mais d'une faible spécificité. Ainsi, le seul signe de Lasègue ne peut pas permettre le diagnostic d'une lombosciatique ou d'une hernie discale, et n'a donc qu'une valeur indicative.
En revanche, le signe de Lasègue croisé a une grande spécificité, mais une faible sensibilité.

## Manœuvre de Lasègue
Le patient est allongé sur le dos (décubitus dorsal). Le clinicien soulève alors le membre inférieur tendu jusqu'à ce que le patient décrive une douleur irradiant depuis le dos (au niveau de la racine) jusque dans le pied, identique à la douleur (sciatalgie) dont il souffre. On peut sensibiliser la technique en imprimant également une dorsiflexion à la cheville. Le membre inférieur n'a pas besoin d'être relevé à 90 degrés, la douleur peut se déclencher à un angle bien plus réduit.
On note le degré d'élévation à partir duquel la douleur a été déclenchée, servant ainsi de repère clinique pour suivre l'évolution de la sciatique.  
Le signe de Lasègue croisé est un signe de gravité de la pathologie radiculaire, et se recherche de la même façon que le signe de Lasègue, sur un patient en décubitus dorsal, en effectuant la flexion de hanche sur le membre controlatéral à la douleur. Cette manœuvre est positive lorsqu’elle déclenche la douleur dont se plaint le patient. 
Le signe de Lasègue inversé (ou signe de Léri) se recherche sur le patient en décubitus ventral. Le soulèvement du membre inférieur tendu (extension de la cuisse), s'il déclenche une douleur, fait le diagnostic de cruralgie. 
Un signe de Lasègue, chez un patient souffrant de sciatalgie, peut indiquer un conflit disco-radiculaire. Ce signe est capital dans l'examen d'un patient lombalgique ayant une radiculalgie, mais il faut savoir se poser la question de sa bonne réalisation. En effet, bon nombre de patients décriront une douleur derrière la cuisse et le genou lors de la manœuvre. Les patients souffrant de la hanche peuvent également décrire une douleur à la mobilisation du membre dans son ensemble. Il faut alors tester le conflit disco-radiculaire par des manœuvres détournées, notamment en demandant au patient lorsqu'il est assis, de tendre la jambe.